# Floresta Nyungwe

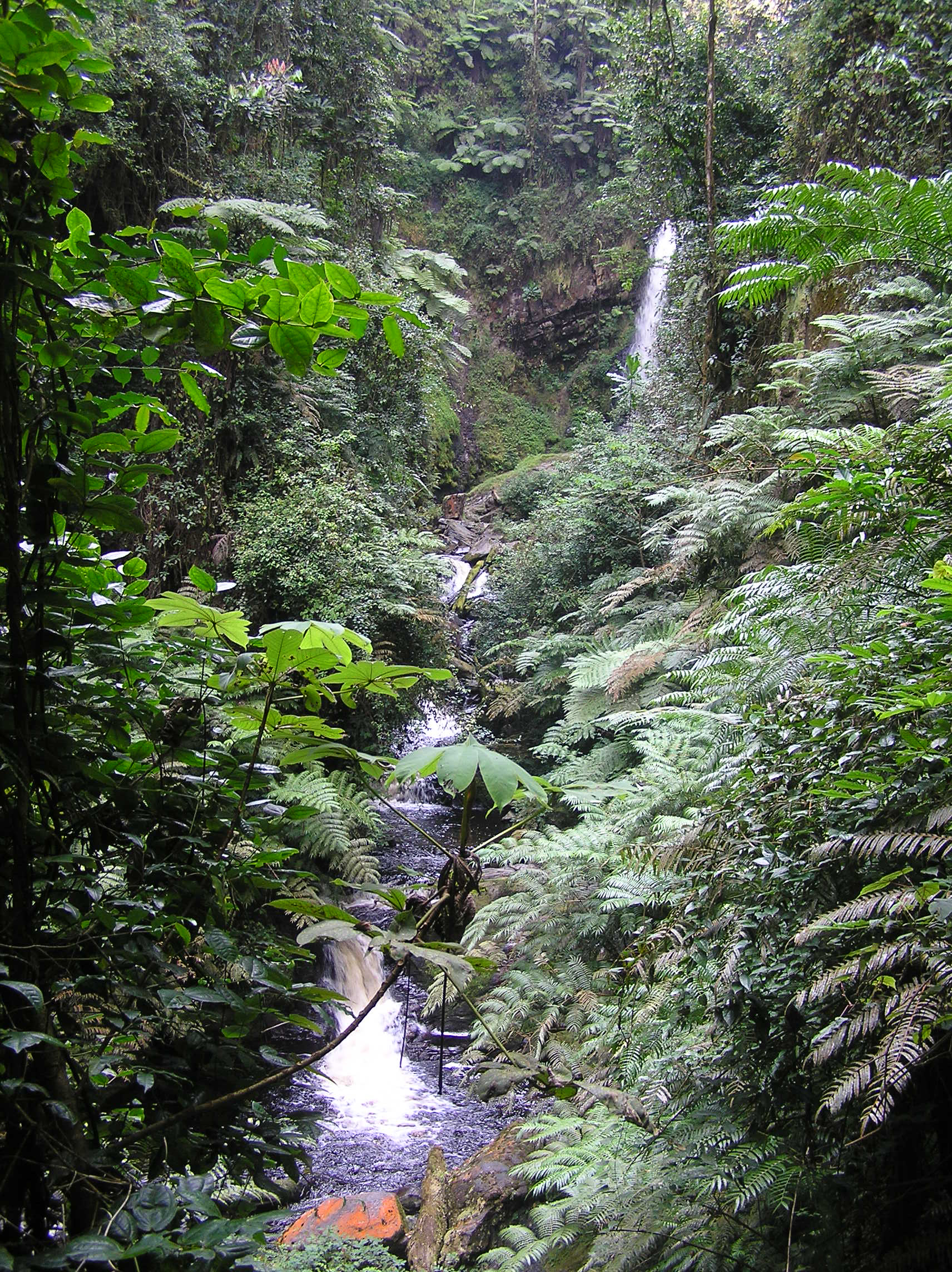
Um rio na floresta de Nyungwe.

A Floresta Nyungwe está localizada no sudoeste de Ruanda, na fronteira com o Burundi, ao sul, e com o Lago Kivu e a República Democrática do Congo a oeste. A floresta Nyungwe é provavelmente a melhor floresta preservada nas montanhas ao longo da África Central. Ela está localizada no divisor de águas entre a bacia do rio Congo, a oeste, e a bacia do rio Nilo a leste. O Parque Nacional da Floresta Nyungwe foi criado em 2004 e abrange uma área de aproximadamente 970 km² de floresta de bambu, prados, pântanos e brejos. A cidade mais próxima é Cyangugu, a 54 km a oeste. O monte Bigugu está localizado dentro das fronteiras do parque.